# 스리랑카의 국장

스리랑카의 국장

스리랑카의 국장은 1972년에 제정되었다.
금색 테를 두른 국장 안쪽에는 금색 고리가 그려져 있으며, 고리 안쪽에는 파란색 테를 두른 밤색 원이 그려져 있다. 밤색 원 안쪽에는 오른쪽 앞발에 금색 칼을 든 금색 사자가 그려져 있으며, 원 바깥쪽에는 파란색 바탕에 16개의 금색 연꽃 잎이 그려져 있다.
파란색 테를 두른 국장 바깥쪽의 왼쪽과 오른쪽을 금색 벼 이삭이 감싸고 있으며, 국장 위쪽에 그려져 있는 금색 원 안에는 8개의 살을 가진 파란색 법륜이 그려져 있다.
국장 아래쪽에는 금색 받침대 위에 두 개의 작은 금색 벼 이삭이 담겨 있는 금색 항아리가 놓여 있으며, 항아리 양쪽에는 파란색 테를 두른 빨간색 원 안에 금색 달과 태양이 그려져 있다.
법륜은 스리랑카의 대표적인 종교인 불교를, 벼 이삭은 번영을, 연꽃은 순수함을 뜻하며, 달과 태양은 신할리족의 전통적인 문장의 상징이다.

## 같이 보기
- 스리랑카의 국기
- 스리랑카의 국가